# 원탁의 가족
《원탁의 가족》(영어: The Round Table; 일본어: 円卓 こっこ、ひと夏のイマジン; 한국어: 원탁 콧코, 한 여름의 이매진)은 2014년 6월 21일에 개봉된 일본의 드라마 영화이다. 니시 카나코가 저술한 원탁(일본어: 円卓)이 원작이다.
영화 《토끼 드롭스》, 드라마 《마더》, 《뷰티풀 레인》, 《마루모의 규칙》, 《내일, 엄마가 없어》등에 출연했던 아시다 마나가 단독으로 영화 첫 주연을 맡는다. 《원탁의 가족》에서의 아시다 마나는 이전 작품의 캐릭터 성격과는 정 반대인 칸사이 사투리로 입이 거친 캐릭터 우즈하라 코토코[통칭 : 콧코, こっこ] 역으로 등장한다.
이 영화의 캐치카피(キャッチコピー)는 “초등학교 3 학년을 경험 한 모든 어른들에게...”이다.
제 18회 부천국제판타스틱영화제 비전 익스프레스 부문에 초청되어 출품되었다.

## 줄거리
초등학교 3학년인 콧코(こっこ, 아시다 마나)는 오사카의 작은 아파트에서 엄마 아빠, 할아버지, 할머니, 세 명의 언니와 함께 살고 있다. 모든 사람들이 화목한 가족을 가진 콧코를 부러워하지만, 콧코는 그저 완벽하게만 흘러가는 똑같은 생활에 싫증이 난다. 콧코가 바라고 원하는 건 오직 하나, 고독한 삶! 일본의 국민 여동생 아시다 마나의 깜찍함이 미소를 자아내는 귀여운 영화.

## 캐스팅 & 등장 인물

### 우즈하라 가족
- 아시다 마나 - 우즈하라 코토코 역
- 하노 아키 - 우즈하라 시오리(엄마) 역
- 야시마 노리토 - 우즈하라 칸타(아빠) 역
- 이시다 아유미 - 우즈하라 카미코(할머니) 역
- 히라 미키지로 - 우즈하라 이시타(할아버지) 역
- 아오야마 미사토 - 리코, 마코, 토모미(세 쌍둥이 누나 1인 3역) 역